# Sheila Viard
Sheila Viard (ur. 3 stycznia 1960) – haitańska florecistka, olimpijka.
Reprezentowała Haiti w konkursie szermierki rozegranym w ramach Letnich Igrzysk Olimpijskich 1984, które odbyły się w Los Angeles. Zajęła 39. miejsce.
| Nr | Przeciwniczka            | Wynik | Data            |
| -- | ------------------------ | ----- | --------------- |
| 1. | Silvana Giancola         | 5–2   | 2 sierpnia 1984 |
| 2. | Mieko Miyahara           | 5–4   | 2 sierpnia 1984 |
| 3. | Margherita Zalaffi       | 5–0   | 2 sierpnia 1984 |
| 4. | Fiona McIntosh           | 5–1   | 2 sierpnia 1984 |
| 5. | Véronique Brouquier      | 5–2   | 2 sierpnia 1984 |
| 6. | Lydia Czuckermann-Hatuel | 5–2   | 2 sierpnia 1984 |